# تقي البحارنة
تقي محمد البحارنة (1930) شاعر ودبلوماسي و رجل أعمال بحريني. ولد في المنامة. أجرى دراسات في الأدب والاقتصاد. شغل منصب سفير البحرين في القاهرة ورئيسًا لبعثة البحرين لدىجامعة الدول العربية. نشر شعره وأدبه في عدد من الدوريات البحرينية والعربية، وله عدة مؤلفات. 

## سيرته
ولد تقي محمد مكي البحارنة سنة 1349 هـ/ 1930 م في المنامة ونشأ بها. تلقى تعليمه في مدارس البحرين وبغداد، ثم أجرى دراسات خاصة في الأدب والاقتصاد والشؤون العربية والإسلامية.
زاول عدداً من الأعمال الحرة وأصبح عضواً في مجالس عدد من المصارف وشركات التأمين وغرف التجارة والمؤسسات المالية. اختير عضواً في عدد من مجالس الدولة واللجان والمؤسسات الرسمية وشغل منصب سفير البحرين في مصر (وهو أول سفير لمملكة البحرين بجمهورية مصر العربية) ورئيساً لبعثة البحرين لدى جامعة الدول العربية ومندوبها الدائم 71 - 1974.
عضو مجلس الشورى البحريني ورئيس لجنة الشؤون الخارجية منذ 1993 حتى 2002 وله مشاركات في الأنشطة الثقافية والاجتماعية والأدبية والاقتصادية.

## جوائزه
- 1973: وسام الاستحقاق من مصر. [7]
- 1992: جائزة الدولة للعمل الوطني مـن رئيس وزراء البحرين. [1]
- أبريل 2012: كرّمته جمعية تاريخ وآثار البحرين.[7]
- 2001: وسام الشيخ حمد بن عيسى آل خليفة. [7]

## مؤلفاته
من دواوينه الشعرية:
- بنات الشعر، 1996
- في خاطري يبكي الحنين، 2003
- من يضيء السراج، 2009
- في الفجر تضيء الكلمات، 2020

من كتبه:
- من عيون الشعر العربي، مختارات منذ العصر الجاهلي حتّى العصر الحديث
- أوراق ملوّنة، سيرة
- نادي العروبة، 1992
- مذكرات سفير البحرين والخليج العربي في عهد الاستقلال